# Zygzakowiec rubinowy
Zygzakowiec rubinowy (Zerynthia rumina) – gatunek motyla dziennego z rodziny paziowatych. Od nieco podobnego Zerynthia polyxena różni się występowaniem wyraźnych, czerwonych plam wzdłuż przedniej krawędzi pierwszej pary skrzydeł. Gatunek zamieszkujący zachodnią Europę oraz Afrykę Północną, bardzo ciepłolubny.

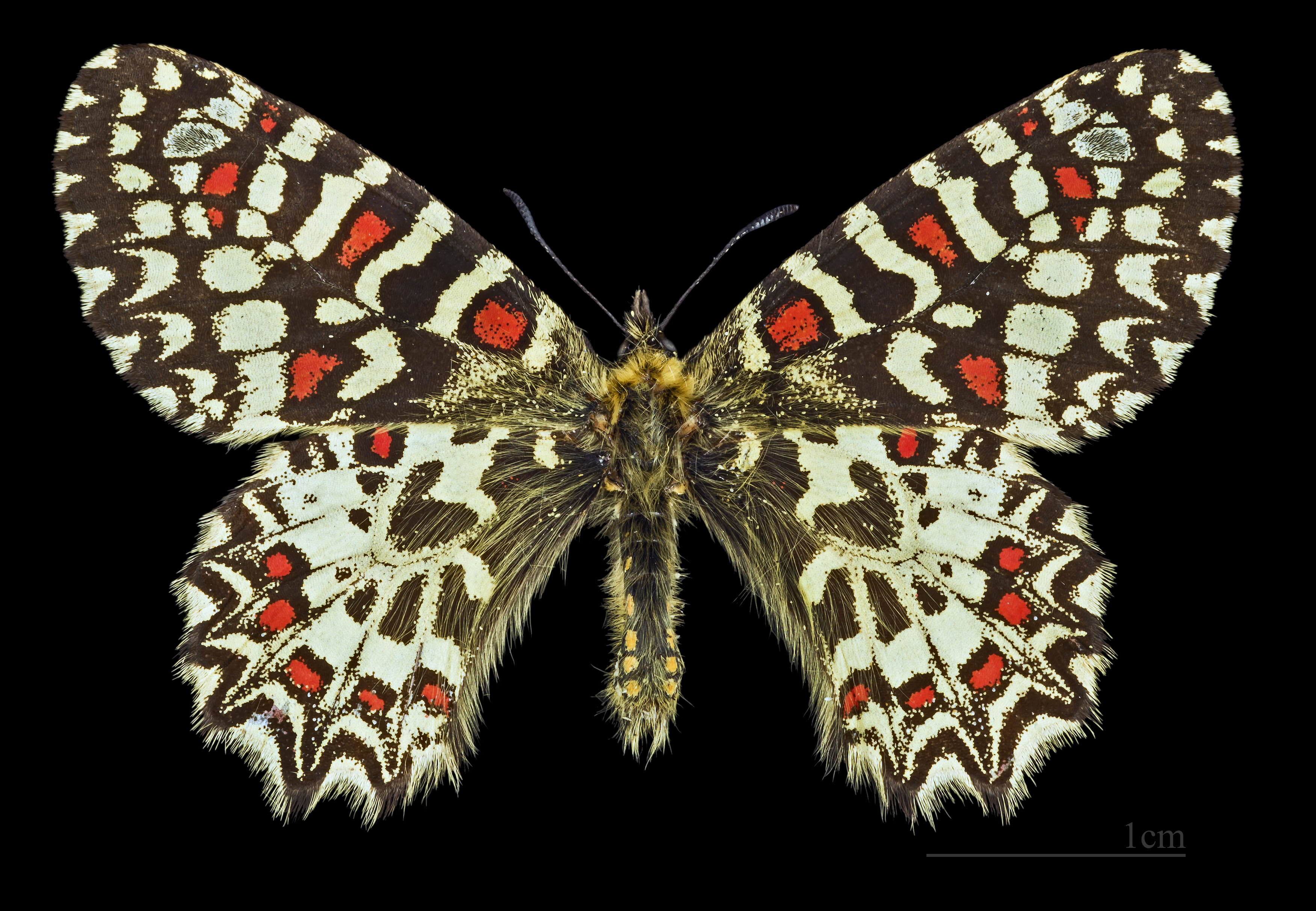
♂
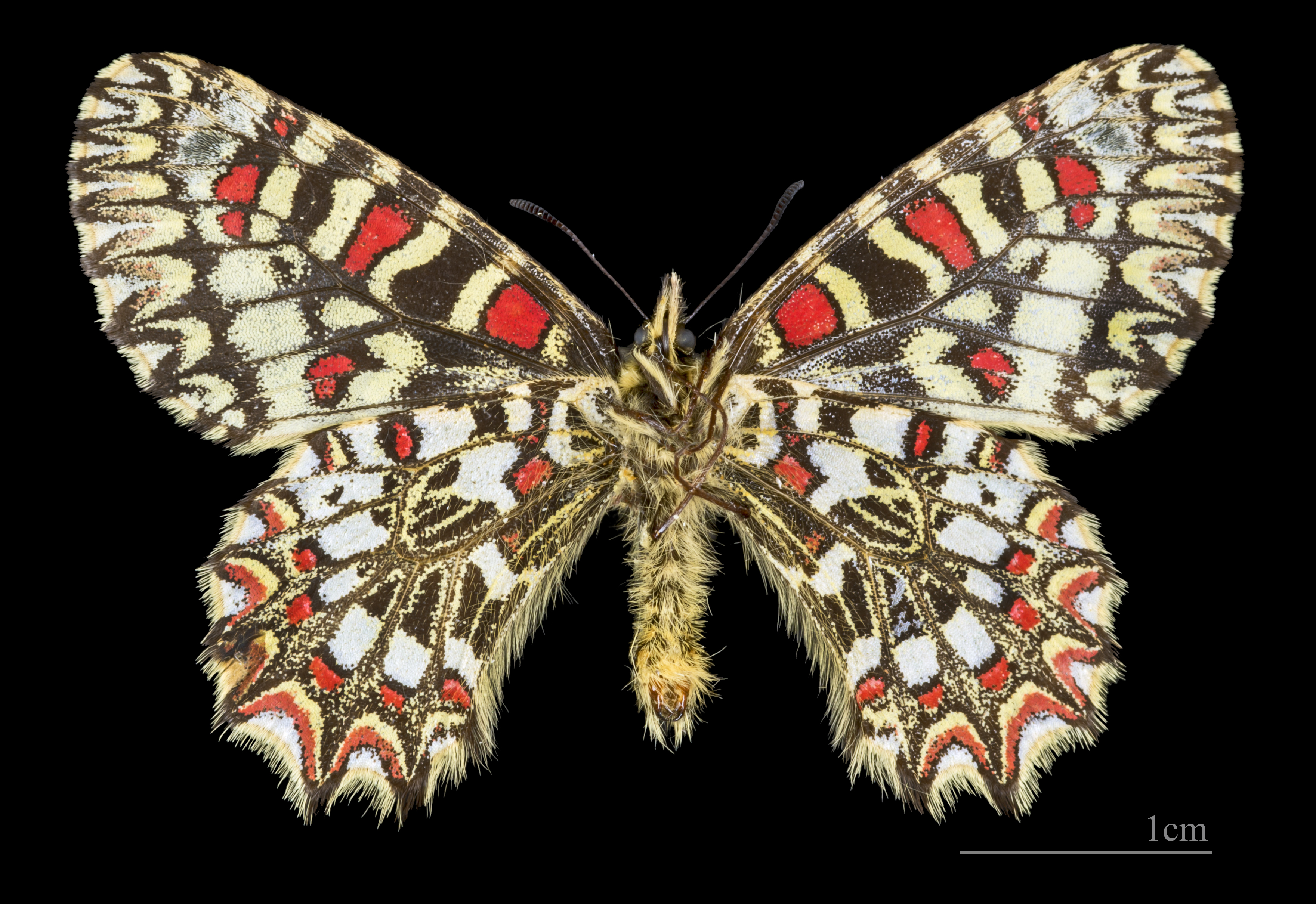
♂ △
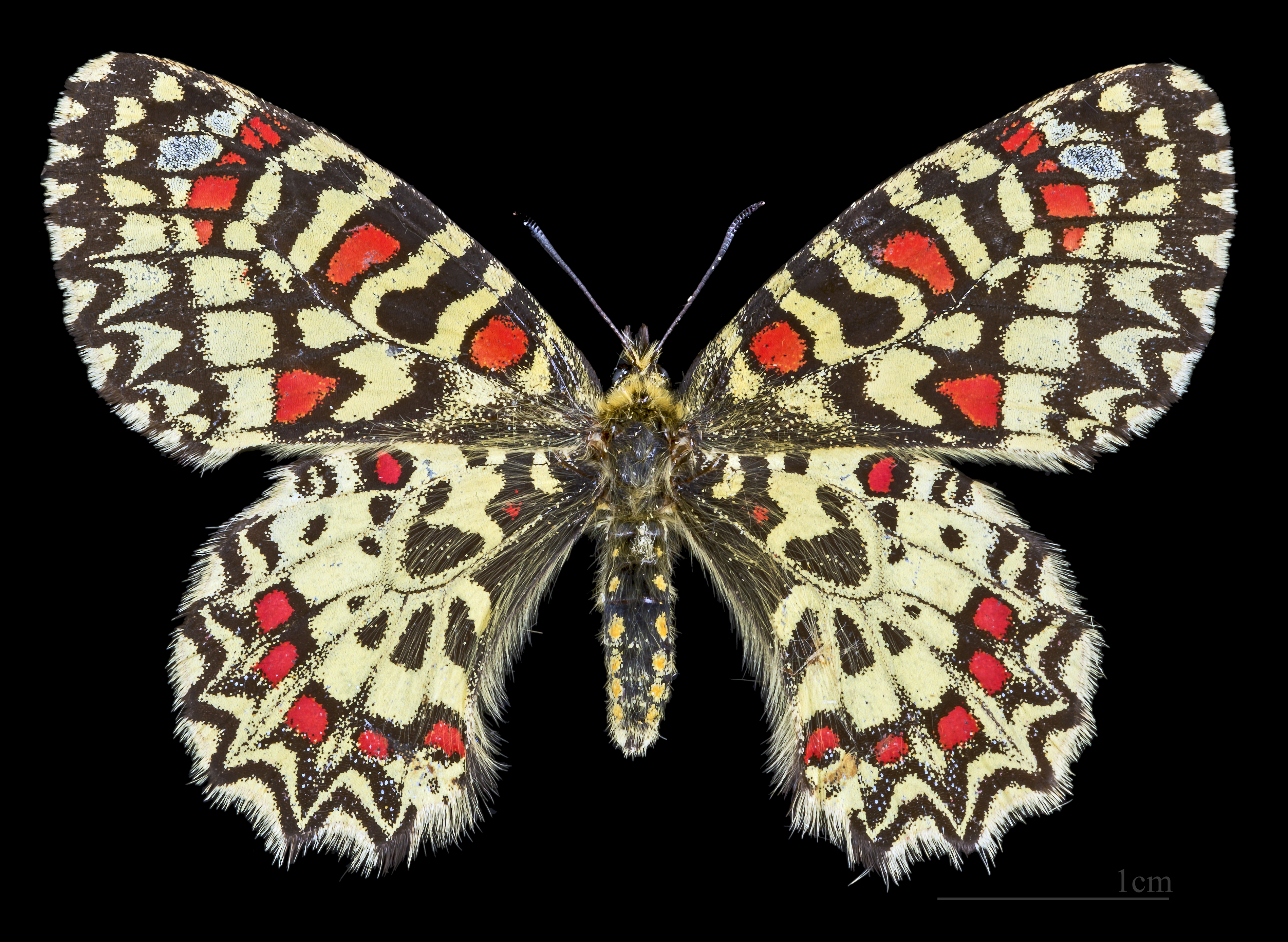
♀
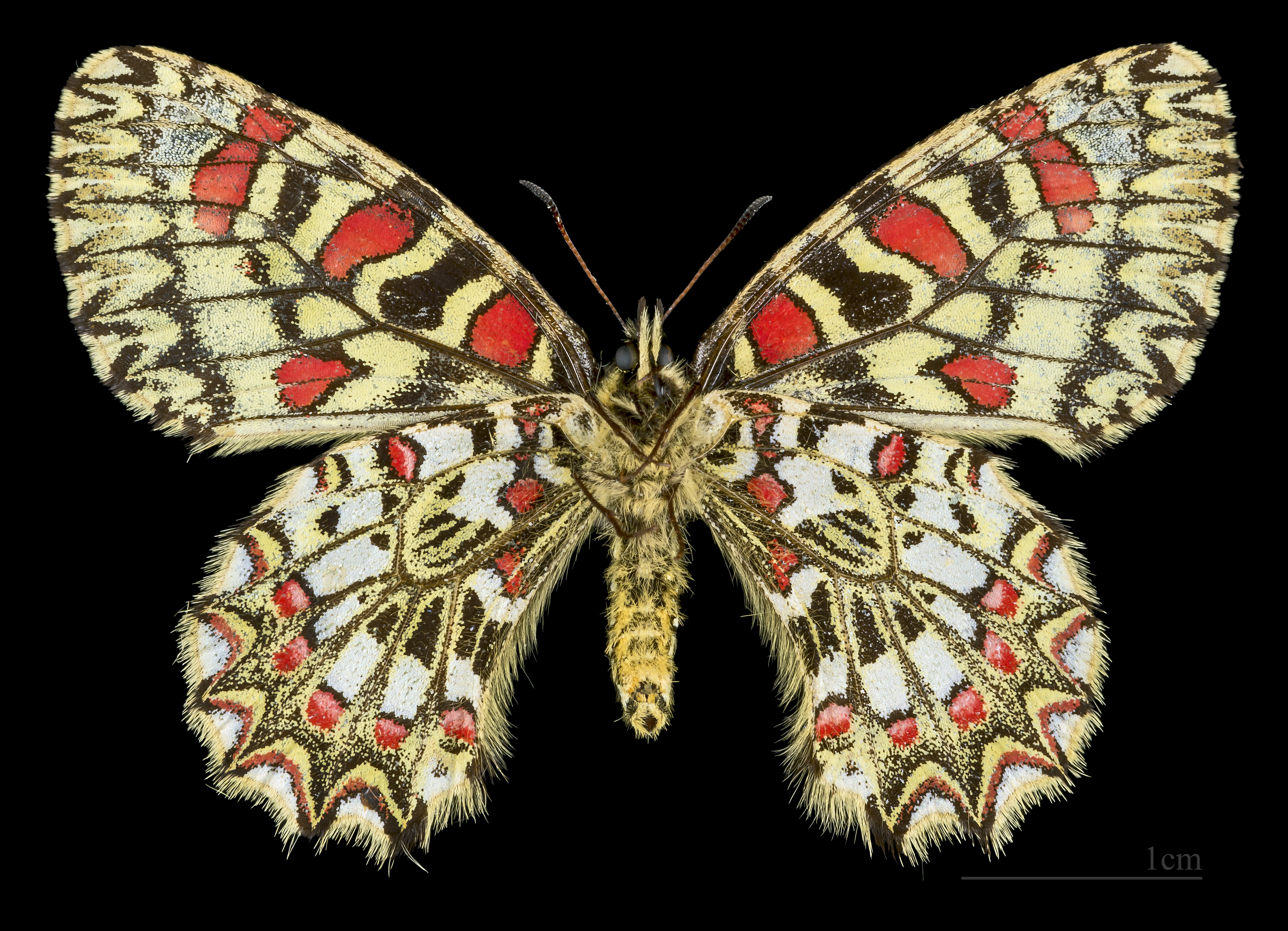
♀ △

## Środowisko
Ciepłe i suche zbocza porośnięte roślinnością kserotermiczną, makia, suche wzgórza i półpustynie. Ściśle związany, tak jak i Zerynthia polyxena z roślinami żywicielskimi z rodziny kokornakowatych Aristolochiaceae.

## Występowanie
W Polsce nie notowany. Gatunek występuje w południowej Francji, Wielkiej Brytanii, na Półwyspie Iberyjskim i w Afryce Północnej.